# Paravortex genellipara
Paravortex genellipara är en plattmaskart. Paravortex genellipara ingår i släktet Paravortex och familjen Graffillidae. Inga underarter finns listade i Catalogue of Life.